# Madonna in de grot
Madonna in de grot of Madonna met het Kind, Johannes de Doper en een engel is een schilderij van Leonardo da Vinci. Van het werk bestaan twee en mogelijk drie versies. De oudste versie is vervaardigd tussen 1483 en 1486 in Milaan en hangt in het Louvre, de jongste versie ontstond tussen 1491 en 1508 en behoort tot de collectie in de Londense National Gallery.

## Voorstelling
Het schilderij toont Maria die in een grot zit met Jezus, Johannes en de aartsengel Uriël. Er zijn enkele studies voor de eerste versie bewaard gebleven.

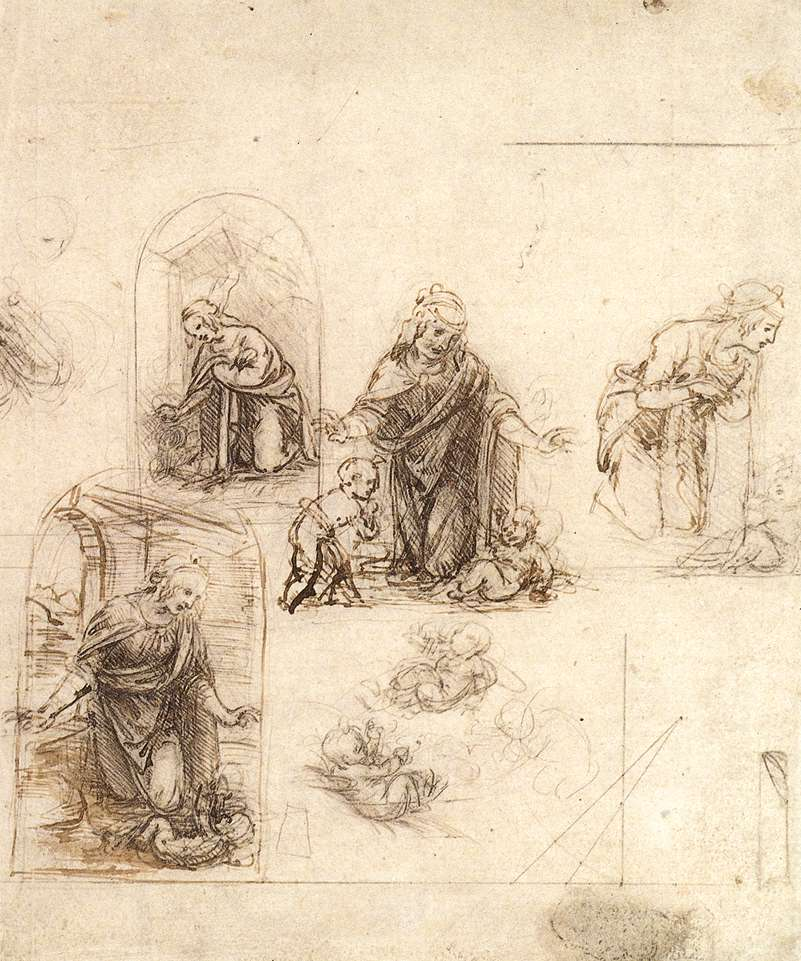
Studies voor een verwante compositie met de Geboorte van Christus, ca. 1480-1485, Metropolitan Museum of Art, New York
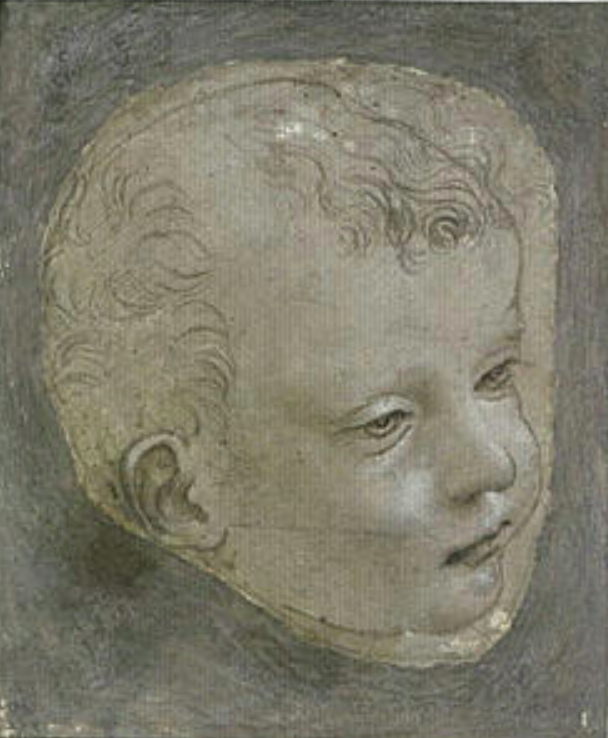
Studie voor de jonge Johannes de Doper, Louvre
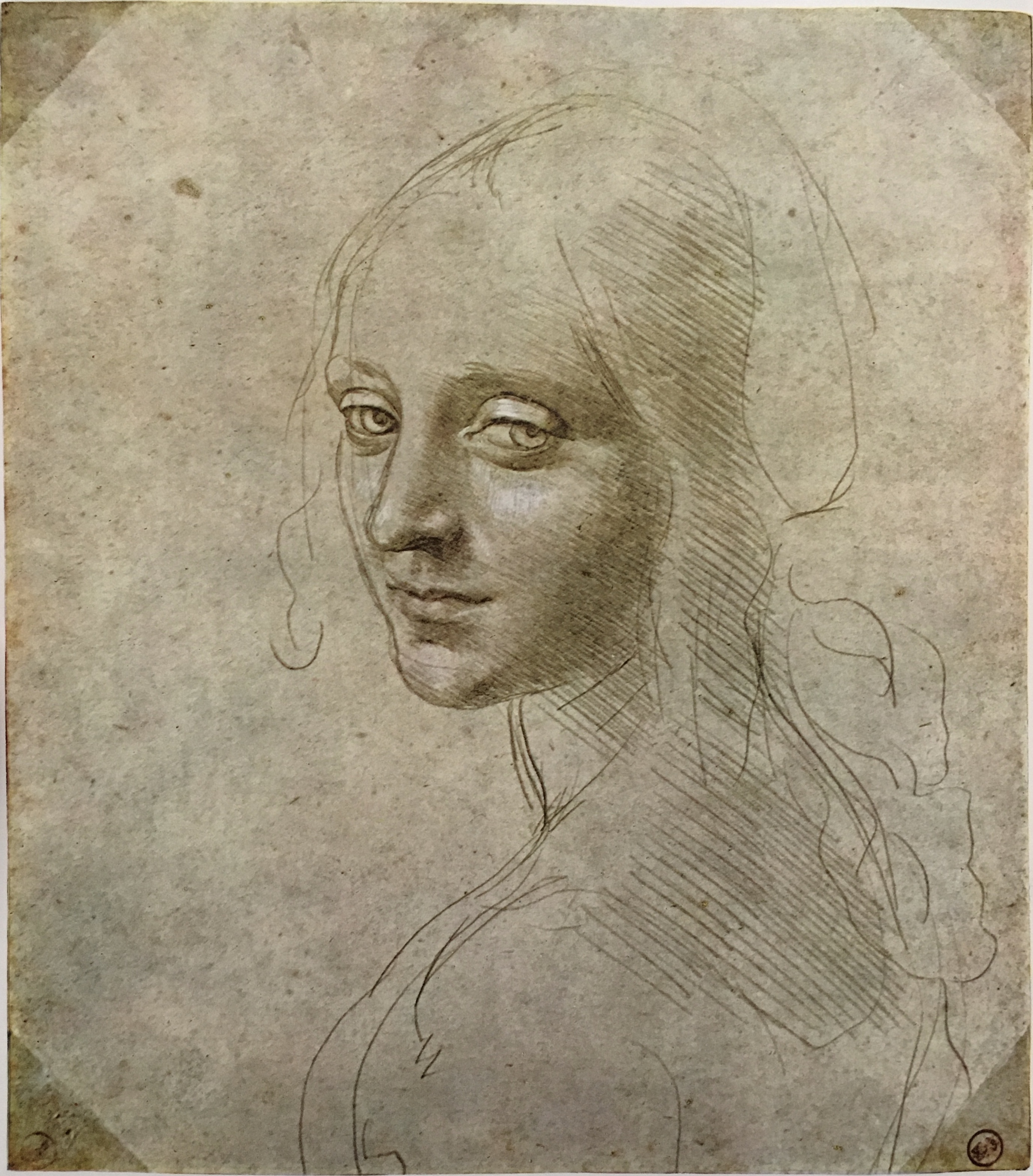
Leonardo da Vinci, Studie voor de engel, Koninklijke Bibliotheek, Turijn
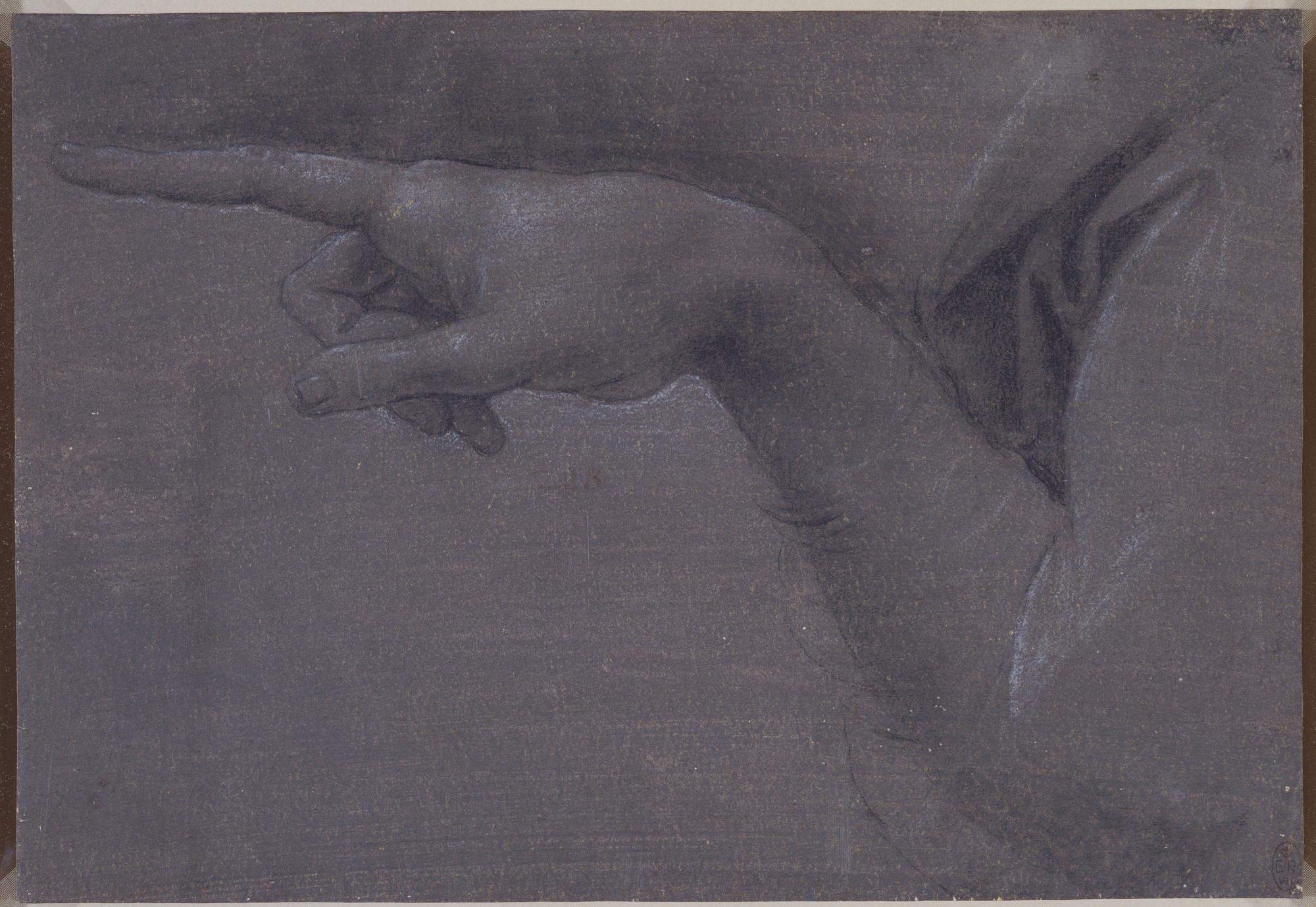
Naar Leonardo da Vinci, Studie voor de wijzende hand van de engel, Royal Collection

## Tweede versie
Het exemplaar van de National Gallery werd tijdens een restauratie rond 1950 voorzien van een snel verkleurende vernislaag. Hierdoor waren vele details aan het oog onttrokken. Een achttien maanden durende schoonmaakbeurt in 2009-2010 bracht aan het licht dat enkele details zoals handen en voeten minder zorgvuldig zijn uitgewerkt dan meer prominente elementen zoals gezichten en de bloemen op de voorgrond. Volgens het museum schilderde Leonardo het werk vermoedelijk zonder assistentie van leerlingen in zijn werkplaats, maar niet iedereen is hiervan overtuigd. De meest opvallende verschillen met de Franse versie zijn het soberder kleurenpalet en de houding van de engel, die in Parijs oogcontact maakt met de kijker en naar Johannes wijst, maar in Londen niet.

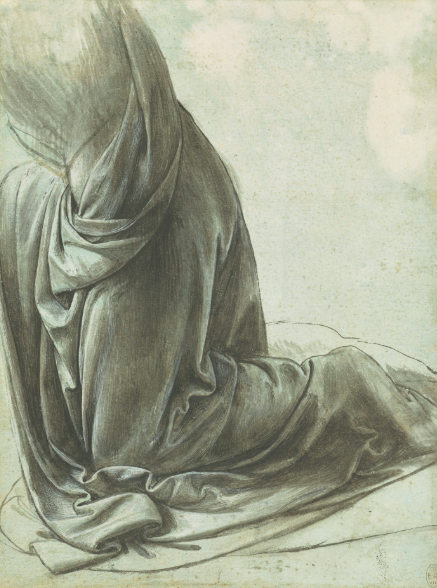
Studie voor de engel van de Londense Madonna in de grot, ca. 1508, Royal Collection, Windsor Castle

## Het altaarstuk
De Madonna in de grot vormde het middenpaneel van een groot altaarstuk in de kapel van de Franciscaanse Broederschap van de Onbevlekte Ontvangenis van de Maagd in de San Francesco Grande in Milaan. De kapel werd verwoest in 1576 en de kerk werd afgebroken in 1806. Het schilderij van Leonardo da Vinci werd geflankeerd door twee panelen met musicerende engelen die volgens het contract uitgevoerd werden door de broers Evangelista en Ambrogio di Predis. De National Gallery, die de beide panelen in bezit heeft, schrijft met enige reserve het linkerpaneel toe aan Francesco Napoletano die na het voortijdig overlijden van Evangelista de groene engel zou hebben geschilderd.

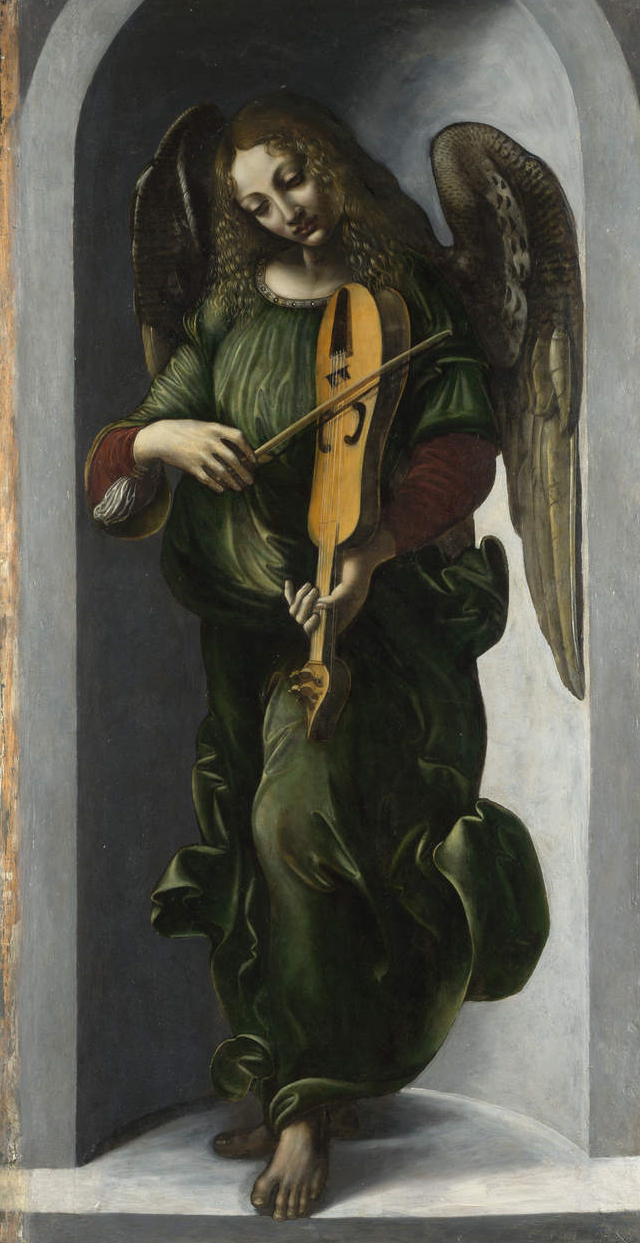
Francesco Napoletano (?), Engel met viool, National Gallery, Londen
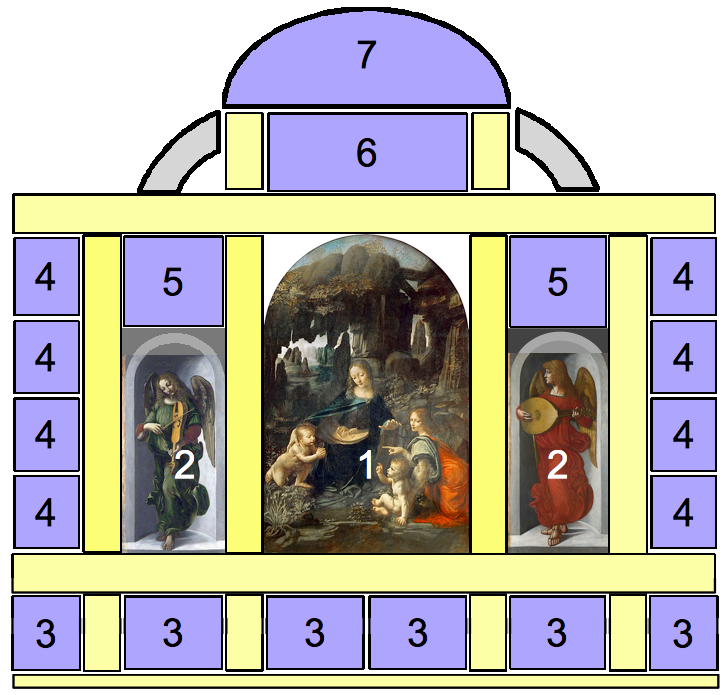
Mogelijke reconstructie van het altaarstuk (naar onder anderen Carlo Pedretti)
Ambrogio de Predis, Engel met luit, National Gallery, Londen

## Andere versies en navolgers
In 2002 ontdekte Carlo Pedretti, een gereputeerde kenner van het werk van de kunstenaar, een derde versie in een Zwitserse verzameling, samen met een schilderij van Maria Magdalena uit circa 1515. In beide gevallen zou Leonardo hebben samengewerkt met zijn leerling Giampetrino. Deze derde Madonna in de grot zou zijn geschilderd tussen 1495 en 1497. De nieuw ontdekte werken werden in 2005 aan het publiek gepresenteerd in het museum van Mole Vanvitelliana in de Italiaanse stad Ancona, maar de toeschrijvingen van Pedretti zijn niet direct overgenomen door andere kunsthistorici.
De compositie werd al snel door andere kunstenaars gekopieerd of nagevolgd. De belangrijkste van hen was Rafaël met zijn Madonna Terranuova, waarin hij de beschermende hand van Maria kopieerde. Dit is een zeldzaam voorbeeld van een letterlijk citaat door Rafaël uit het werk van een andere kunstenaar.

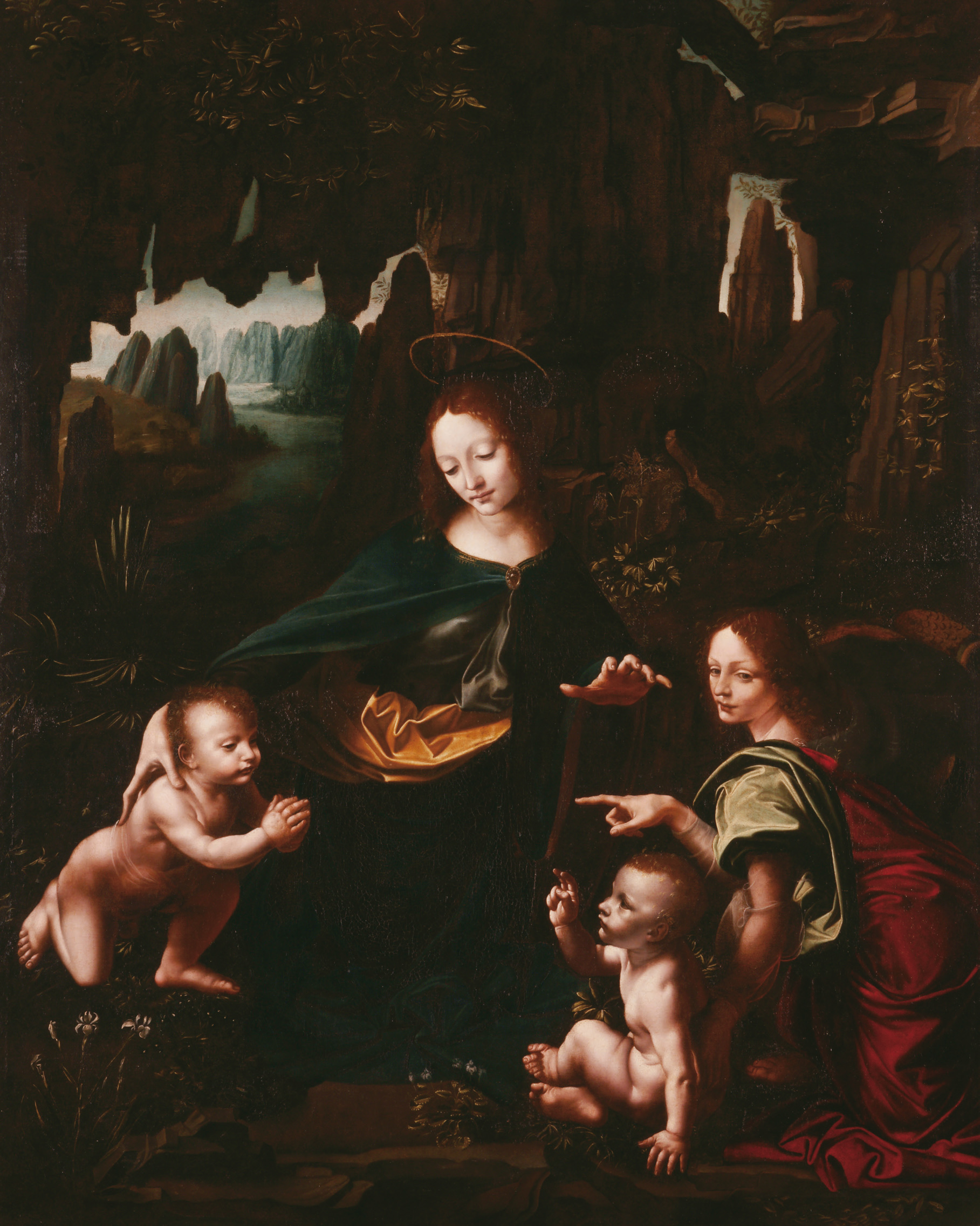
De nauwkeurige kopie van de eerste versie, toegeschreven aan Giampetrino met medewerking van Leonardo
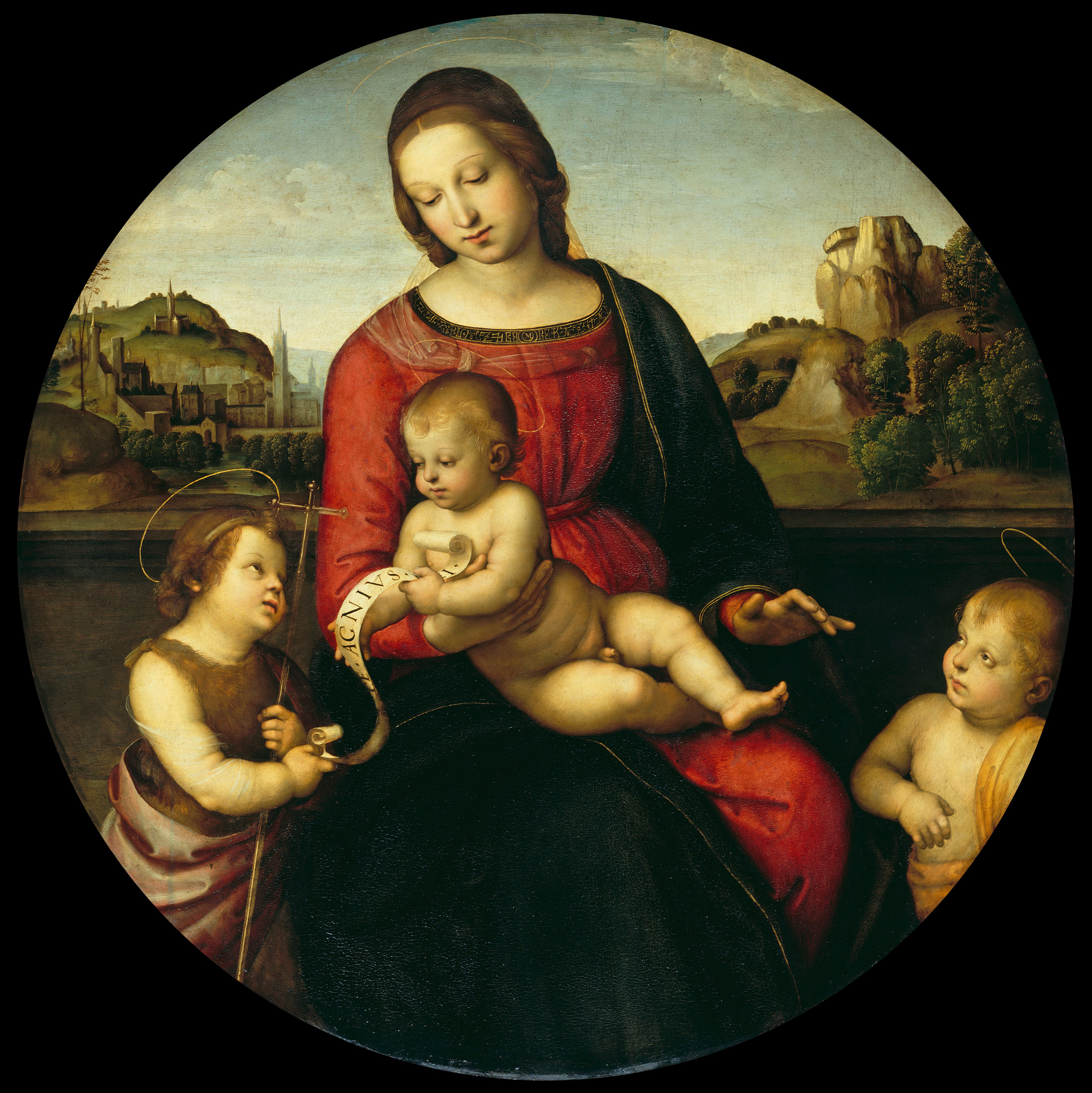
Rafaël, Madonna Terranuova, 1505, Gemäldegalerie, Berlijn

De Franse en Engelse schilderijen werden samengebracht op een tentoonstelling van Leonardo da Vinci in 2011-2012 in de National Gallery in Londen. Ze hingen tegenover elkaar in een zaal met donkere muren en gedempt licht. Aan de zijmuren hingen schetsen en andere tekeningen die waarschijnlijk als voorstudie hebben gediend. Het was voor het eerst dat deze schilderijen in dezelfde ruimte te zien waren, zelfs Leonardo heeft ze nooit samen gezien.